# Шило Володимир Петрович
Володимир Петрович Шило — український математик, доктор фізико-математичних наук, професор, провідний науковий співробітник відділу методів комбінаторної оптимізації та інтелектуальних інформаційних технологій, Інститут кібернетики імені В. М. Глушкова НАН України. Автор методів розв'язання складних задач дискретної оптимізації, лауреат Державної премії України в галузі науки і техніки 2005 року, лауреат премії НАН України імені В. М. Глушкова 2009 року, лауреат премії Премії НАН України імені В. С. Михалєвича (2017).

## Праці
- Методи розв'язання складних задач дискретної оптимізації [Архівовано 19 січня 2016 у Wayback Machine.]: дисертація д-ра фіз.-мат. наук: 01.05.01 / НАН України; Інститут кібернетики ім. В. М. Глушкова. — К., 2003. // © Научная электронная библиотека «Веда», 2003—2013.
- ДС77653 Шило, Владимир Петрович. Методы решения сложных задач дискретной оптимизации [Архівовано 17 березня 2022 у Wayback Machine.]: дис… д-ра физ.-мат. наук: 01.05.01 / Национальная академия наук Украины; Институт кибернетики им. В. М. Глушкова. — Киев, 2002. — 290 л.: рис., табл. — Библиогр.: л. 271—290
- И. В. Сергиенко, В. П. Шило. Задачи дискретной оптимизации: проблемы, методы, решения, исследования. Нац. акад. наук Украины, Ин-т кибернетики им. В. М. Глушкова. — К. : Наукова думка, 2003. — 261 с. — Проект «Наукова книга». — Библиогр.: с. 243—259 (292 назв.). — ISBN 966-00-0114-2

DBLP
- Vladimir Shylo [Архівовано 7 січня 2016 у Wayback Machine.]
- Volodymyr Shylo [Архівовано 12 січня 2016 у Wayback Machine.]

Статті
- Метод глобального равновесного поиска [Архівовано 14 лютого 2022 у Wayback Machine.] // Кибернетика и системный анализ. — 1999. — № 1. — С. 74-81. — Библиогр.: 13 назв. (рос.) 
  Пропонується та досліджується метод адаптивного ймовірнісного пошуку для розв'язку задач цілочислової глобальної оптимізації, який ідейно пов'язаний з методом відпалу. Метод демонструє високу обчислювальну ефективність, добру пристосованість до паралельних обчислень.
- Результаты экспериментального исследования эффективности метода глобального равновесного поиска // Кибернетика и системный анализ. — 1999. — № 2. — С. 93-102. — Библиогр.: 8 назв. (рос.) 
  Пропонуються результати тестових обчислень методу глобального урівноваженого пошуку (ГУП) на серії задач про ранець різних розмірів та важливості. Ефективність ГУП порівнюється з ефективністю реактивного методу табу та інших відомих методів. ГУП демонструє високу обчислювальну ефективність, добру пристосованість до паралельних обчислень.
- И. В. Сергиенко, В. П. Шило, В. А. Рощин. РЕСТАРТ-технология решения задач дискретной оптимизации // Кибернетика и системный анализ. — 2000. — № 5. — С. 32-40. — Библиогр.: 3 назв. (рос.)
- В. П. Шило, Н. І. Верхоглядова, С. Б. Ільіна, А. Г. Темченко, О. М. Брадул. Аналіз фінансового стану виробничої та комерційної діяльності підприємства: Навч.посіб. для студ. вищ. навч. закл. — К. : Кондор, 2005. — 238 c. — Бібліогр.: с. 236—238.
- Н. З. Шор, І. В. Сергієнко, В. П. Шило, П. І. Стецюк, І. М. Парасюк. Задачі оптимального проектування надійних мереж — К. : Наук. думка, 2005. — 230 c. — Бібліогр.: с. 211—224.
- Новые нижние оценки объема помехозащищенных кодов для Z-канала // Кибернетика и системный анализ. — 2002. — № 1. — С. 19-23. — Библиогр.: 10 назв. — (рос.)
- И. В. Сергиенко, В. П. Шило, В. А. Рощин. Распараллеливание процесса оптимизации для задач дискретного программирования // Кибернетика и системный анализ. — 2004. — 40, № 2. — С. 45-52. — Библиогр.: 11 назв. — (рос.)
- И. В. Сергиенко, В. П. Шило. Проблемы дискретной оптимизации: сложные задачи, основные подходы к их решению // Кибернетика и системный анализ. — 2006. — 42, № 4. — С. 3-25. — Библиогр.: 115 назв. — (рос.)
- Підходи до розв'язання задачі розфарбування графу // Компьютерная математика. — 2009. — Вып. 2. — С. 159—168. — Бібліогр.: 7 назв.
- В. П. Шило, Д. Є. Коренкевич, В. І. Ляшко. Про оптимізаційну задачу на перестановках // Наук. зап. НаУКМА. Сер. Комп'ют. науки. — 2008. — Т. 86. — С. 21-24. — Бібліогр.: 8 назв.
- Адаптивная выигрышная стратегия для проблемы двух конвертов / В. П. Шило, В. А. Рощин // Компьютерная математика. — 2010. — Вып. 1. — С. 153—160. — Библиогр.: 11 назв. (рос.)
- В. П. Шило, В. А. Рощин, И. П. Градинар. Приближенное решение задачи нахождения максимального {\displaystyle \mathbf {\rho } }-плотного множества вершин графа // Компьютерная математика. — 2011. — Вып. 1. — С. 157—164. (рос.)
- В. П. Шило, В. О. Рощин, І. П. Градинар. Наближений алгоритм розв'язання задачі упаковки // Компьютерная математика: сб. науч. тр. — 2013. — Вып. 1. — С. 110—116. — Бібліогр.: 8 назв.
- В. П. Шило, В. А. Рощин, Д. А. Боярчук. Использование эффективных алгоритмов дискретного программирования для интеллектуального анализа данных // Международная конференция «Дискретная и глобальная оптимизация» [Архівовано 12 січня 2016 у Wayback Machine.], посвященная 50-летию Института кибернетики им. В. М. Глушкова НАН Украины. 31 июля — 2 августа 2008, Ялта. (рос.)

Інформація
- В. П. Шило, В. А. Рощин. Международная конференция «Дискретная и глобальная оптимизация» [Архівовано 12 січня 2016 у Wayback Machine.] (info [Архівовано 12 січня 2016 у Wayback Machine.]) // Кибернетика и системный анализ. — 2008. — № 6. — С. 183—185.